# 辛加克 (新澤西州)
辛加克（英語：Singac）是位於美國新澤西州巴賽克縣的普查規定居民點。

## 人口
根據2020年美國人口普查的數據，辛加克的面積為1.27平方千米，當中陸地面積為1.19平方千米，而水域面積為0.08平方千米。當地共有人口3602人，而人口密度為每平方千米2,836.22人。